# 1993 FR44
1993 FR44 är en asteroid i huvudbältet som upptäcktes den 21 mars 1993 av UESAC vid La Silla-observatoriet.
Asteroiden har en diameter på ungefär 16 kilometer och den tillhör asteroidgruppen Hygiea.